# Nocturns op. 27 (Chopin)

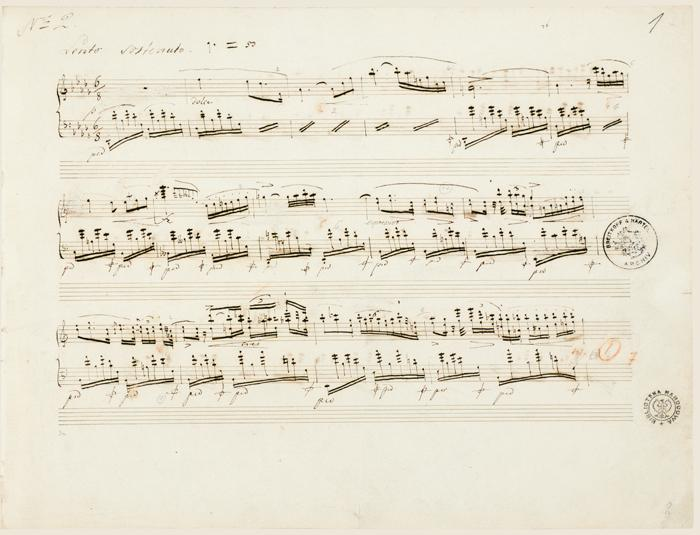
Manuscrit del "Nocturn op. 27, núm. 2"

Els Nocturns op. 27 són dues peces per a piano sol compostos per Frédéric Chopin l'any 1836, i publicats el 1837. Tots dos nocturns estan dedicats a la comtessa d'Appony («à la Comtesse d'Apponý»). Aquesta publicació va marcar la transició dels grups de tres nocturns a la parella de peces que contrasten entre elles.
David Dubal sent que les peces serien "descrites de manera més encertada com a balades en miniatura". Blair Johnson afirma que aquests dos nocturns són "dos dels més poderosos i famosos nocturns que va escriure" i que aquests nocturns són "pràcticament irreconeixible" en relació als de John Field.

## Nocturn op. 27, núm. 1

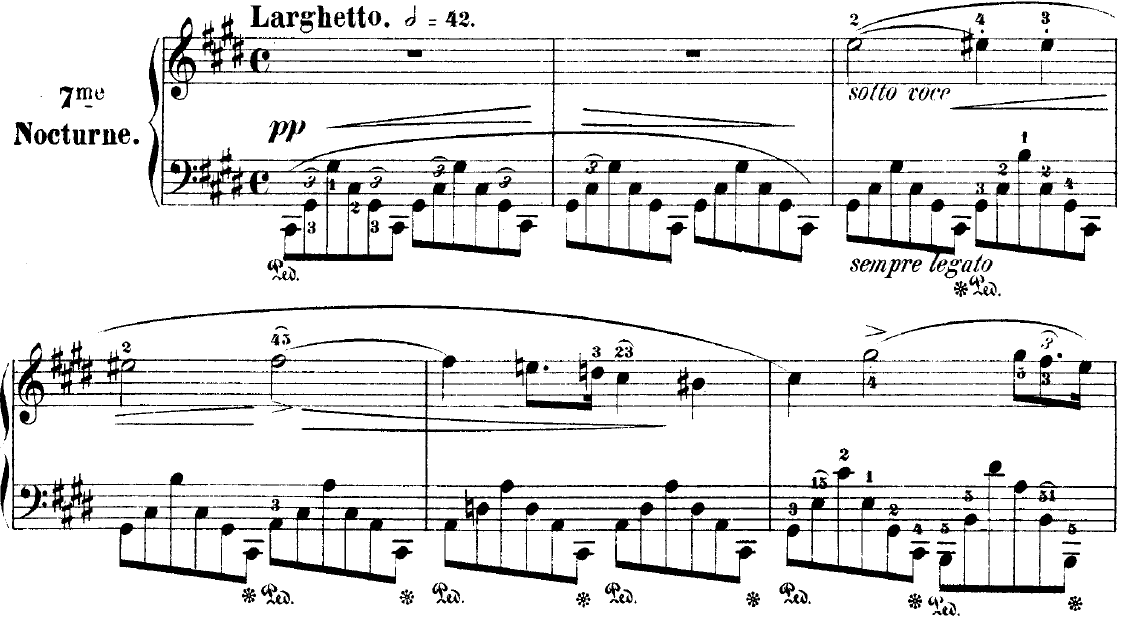
Inici del "Nocturn op. 27, núm. 1"

Escrit en la tonalitat de do sostingut menor està estructurat, com la majoria de nocturns, en una forma ternària ABA. La primera part es toca amb tempo allegretto i la secció central, s'anima i així l'autor especifica que s'ha de tocar piu mosso. Compte molt la interpretació i el sentiment que se li doni a la peça.

## Nocturn op. 27, núm. 2

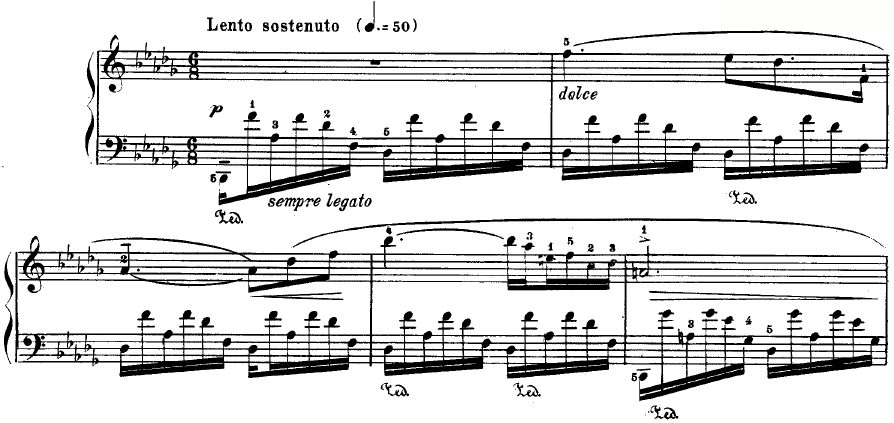
Inici del "Nocturn op. 27, núm. 2"

El segon nocturn de l'opus 27 està compost en la tonalitat de re bemoll major. És d'una gran sofisticació i sovint se'l coneix també pel títol de "Nocturn comtessa". En contrast amb el seu company d'opus, el núm. 2 presenta una estructura binària. És també un dels nocturns més coneguts del compositor.